# Guglielmo VIII d'Assia-Kassel
Guglielmo VIII d'Assia-Kassel (Kassel, 10 marzo 1682 – Rinteln, 1º febbraio 1760) fu langravio d'Assia-Kassel dal 1751 fino alla sua morte.

## Biografia

### I primi anni
Guglielmo VIII egli era il sesto figlio del langravio Carlo I d'Assia-Kassel, e di sua moglie, Amalia di Curlandia, figlia del duca Jacob Kettler.
Dopo aver compiuto i propri studi con tutori privati, compì un Grand Tour toccando tappe importanti in Europa tra cui a Ginevra e Parigi.

### La carriera militare
Intraprese giovanissimo la carriera militare entrando assieme al fratello maggiore Carlo (1680-1702), al servizio della Repubblica delle Sette Province Unite. Sotto la tutela personale dello stadtholder suo cugino, Guglielmo III d'Orange, nel 1702 entrò in un reggimento di dragoni e prese parte con esso alla guerra di successione spagnola.
Nel 1709 divenne luogotenente generale e quattro anni dopo governatore di Breda. Dal 1723 fu governatore di Maastricht e nel 1727 divenne generale di cavalleria dell'esercito olandese. Nel 1747 era titolare del comando di dieci reggimenti suddivisi tra l'esercito olandese e quello assiano.

### La reggenza

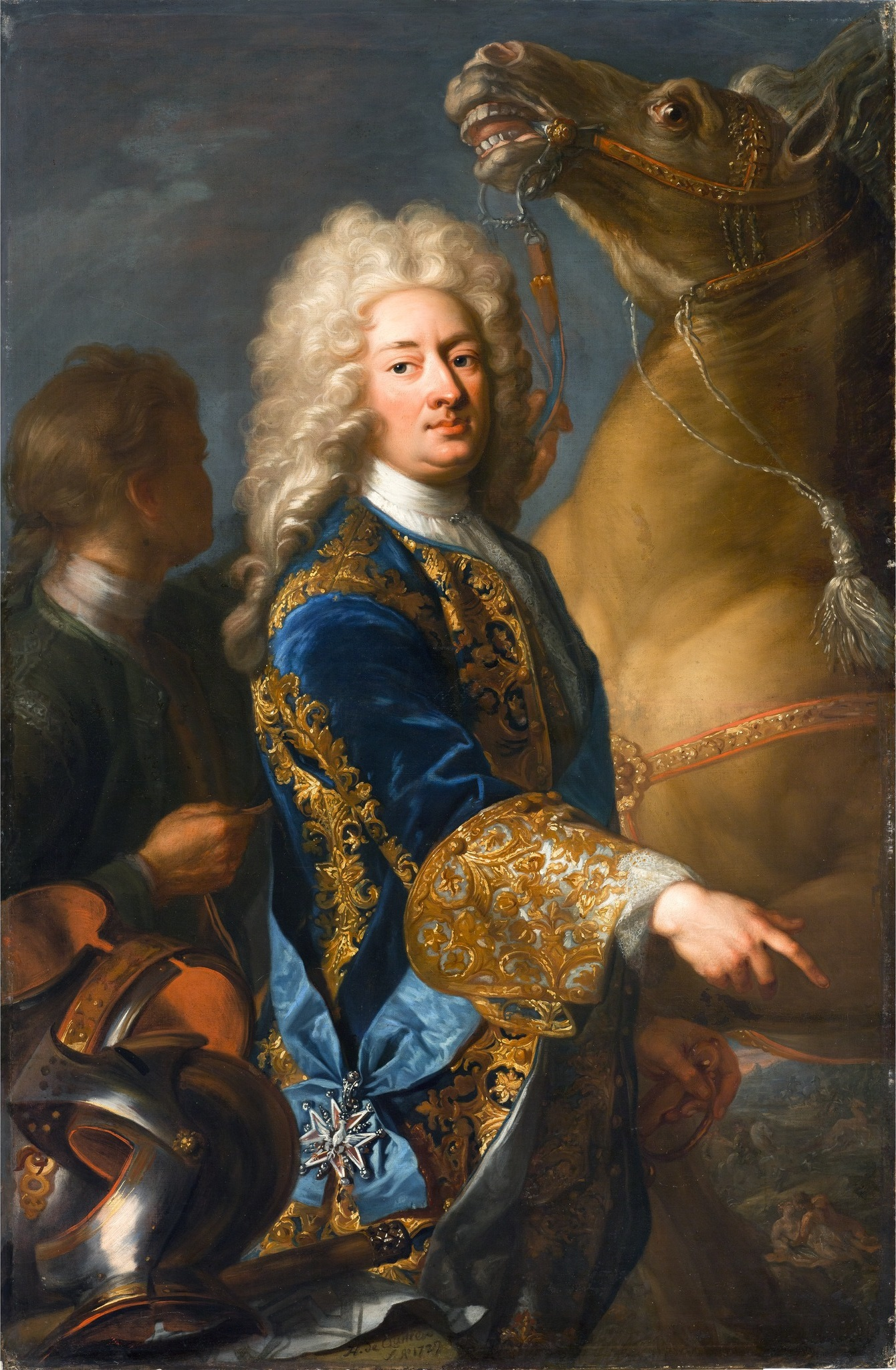
Guglielmo d'Assia-Kassel in un ritratto del 1729 ad opera di Herman Hendrik de Quiter il Giovane

Dopo che suo fratello maggiore, Federico, venne incoronato re di Svezia nel 1720 e suo padre morì nel 1730, Guglielmo divenne de facto il reggente del trono del langraviato d'Assia-Kassel. Suo fratello, infatti, in quanto primogenito, mantenne sia la carica di sovrano di Svezia che il trono dell'Assia-Kassel, ma non potendo amministrare correttamente entrambi i domini decise di concedere al fratello minore Guglielmo la carica di reggente in suo nome sulle terre del principato paterno.
Quando Federico I di Svezia morì senza eredi nel 1751, Guglielmo venne chiamato a succedergli al trono d'Assia-Kassel col nome di Guglielmo VIII.
Durante i ventun'anni della sua reggenza, Guglielmo poté governare abbastanza liberamente e venne chiamato a prendere decisioni importanti in nome del fratello, oltre ad inserirsi nella politica internazionale. Egli era amico personale sia di re Federico II di Prussia, sia dell'imperatore Carlo VII; prese parte nel 1742 alla guerra di successione austriaca, concordando a Francoforte sul Meno con Carlo VII la messa a disposizione di 3000 soldati armati a sue spese nella sua lotta contro Maria Teresa d'Austria, a condizione che il territorio dell'Assia-Kassel mantenesse la neutralità nel corso del conflitto.
Cinque anni dopo, con lo scoppio della Guerra dei Sette anni, Guglielmo aderì all'alleanza stipulata tra Prussia e Gran Bretagna. Il territorio dell'Assia-Kassel divenne un'importante campo di battaglia e venne più volte occupato dalla Francia con conseguenze devastanti sull'economia locale che si trovò pesantemente piagata dai gravami della guerra in corso. Per far fronte alle esigenze belliche, ampliò l'esercito dell'Assia-Kassel sino a 24.000 unità, una cifra enorme di uomini armati rispetto agli abitanti locali, decisione che ebbe altrettante pesanti conseguenze economiche sulle già gravate casse statali.

### Il governo

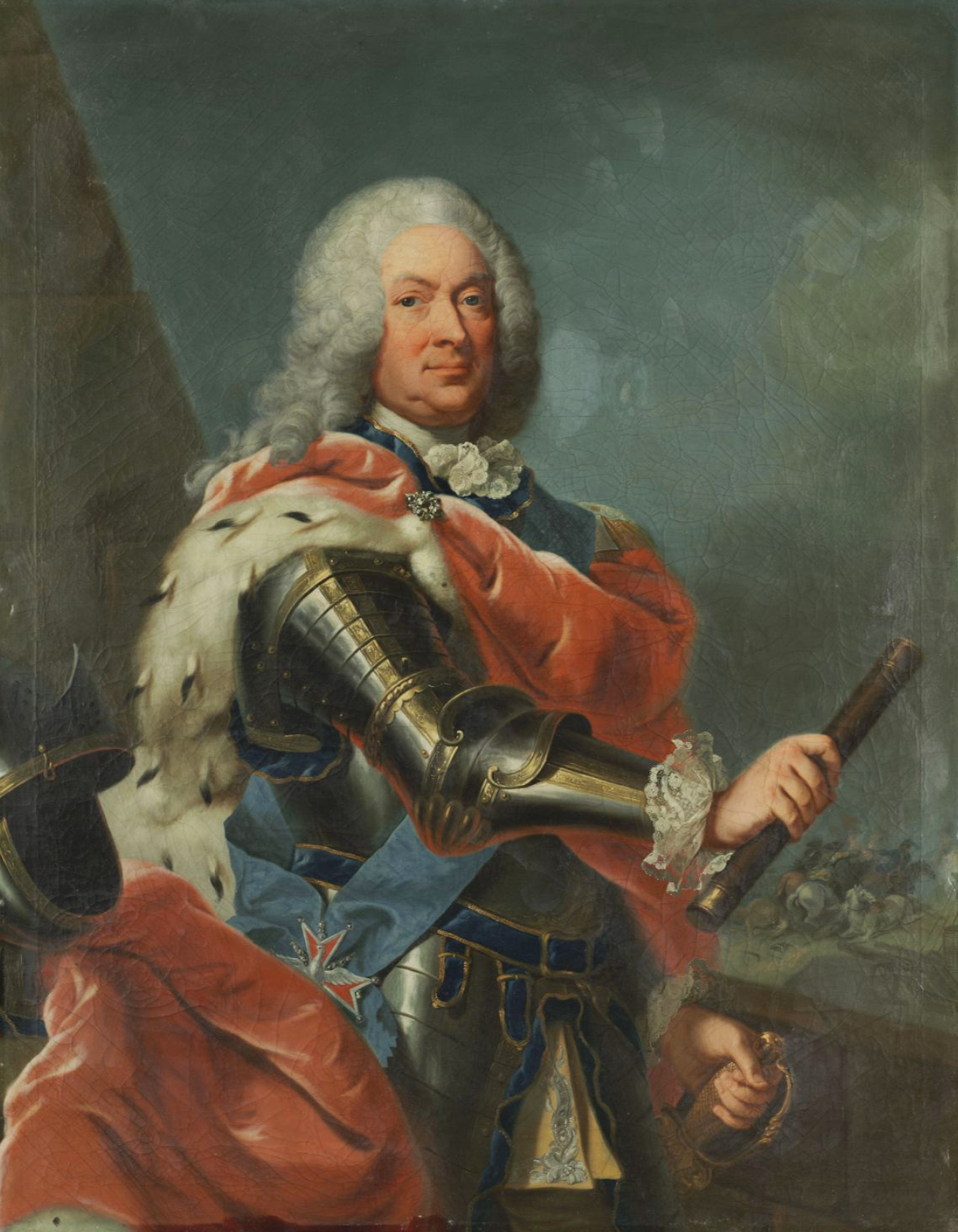
Guglielmo VIII d'Assia-Kassel in un ritratto di Anton Wilhelm Tischbein

Quando ottenne il trono paterno alla morte del fratello maggiore, Guglielmo VIII aveva ormai quasi settant'anni ed era ormai un governante navigato, ma da subito si imposero delle problematiche sul futuro del suo principato.
Il suo unico figlio maschio sopravvissutogli e successore designato, Federico, infatti, aveva deciso nel 1749 di convertirsi al cattolicesimo, il che portò a dei dissapori all'interno della famiglia oltre che a dei dubbi sulla futura reggenza dello stato, il quale era per costituzione di religione calvinista. Pur perseguendo il principio di legittima successione e riconoscendo la necessità di mantenere la religione protestante sul principato di Assia-Kassel, condizioni che Federico accettò dal genitore, nulla poté però essere fatto per assicurargli la successione alla contea principesca di Hanau che, per disposizioni precise dell'ultimo discendente di questa casata, Giovanni Reinardo III di Hanau-Lichtenberg, sarebbe rimasta nelle mani della casata d'Assia solo a patto che il trono locale fosse retto da un principe protestante. Per questo motivo, nel 1754, Guglielmo VIII costrinse il figlio Federico a firmare la rinuncia al trono per la contea di Hanau, ponendo a primo in linea di successione il proprio figlio, Guglielmo (sotto la tutela della madre, Maria di Hannover), il quale era cresciuto ed aveva mantenuto la fede protestante. Sempre nel 1754, decise di firmare l'introduzione di leggi specifiche che proibivano durante il suo regno il culto cattolico in tutto lo stato dell'Assia-Kassel, come pure esse prevedevano il divieto assoluto per quanti professassero la fede cattolica di entrare nei ranghi dell'amministrazione di stato.
Amante delle arti, durante il suo regno Guglielmo iniziò la costruzione del Palazzo di Wilhelmsthal dove raccolse la propria collezione di opere d'arte, incluse molte opere di Rembrandt e Rubens. Fondò la Gemäldegalerie Alte Meister di Kassel e fu patrono di artisti come Johann Heinrich Tischbein il Vecchio e Johann August Nahl.
Morì il 1º febbraio 1760, a 78 anni di età.

## Matrimonio e figli
Sposò, il 27 settembre 1717, Dorotea Guglielmina (1691-1743), figlia del duca Maurizio Guglielmo di Sassonia-Zeitz.

La coppia ebbe tre figli:
- Carlo (1718-1719);
- Federico (1720-1785), langravio d'Assia-Kassel
- Maria Amalia (1721-1744), sposò Carlo Alberto di Brandeburgo-Schwedt.

## Ascendenza
|                               |                   |                                            | Genitori                             |  |  | Nonni |  |  | Bisnonni                   |  |  | Trisnonni               |  |
|                               |                   |                                            |                                      |  |  |       |  |  | Guglielmo V d'Assia-Kassel |  |  | Maurizio d'Assia-Kassel |  |
|                               |                   |                                            |                                      |  |  |       |  |  | Guglielmo V d'Assia-Kassel |  |  | Maurizio d'Assia-Kassel |  |
|                               |                   | Agnese di Solms-Laubach                    |                                      |  |  |       |  |  | Guglielmo V d'Assia-Kassel |  |  |                         |  |
| Guglielmo VI d'Assia-Kassel   |                   |                                            |                                      |  |  |       |  |  | Guglielmo V d'Assia-Kassel |  |  |                         |  |
|                               |                   | Amalia Elisabetta di Hanau-Münzenberg      | Filippo Luigi II di Hanau-Münzenberg |  |  |       |  |  |                            |  |  |                         |  |
|                               |                   | Amalia Elisabetta di Hanau-Münzenberg      | Filippo Luigi II di Hanau-Münzenberg |  |  |       |  |  |                            |  |  |                         |  |
|                               |                   | Amalia Elisabetta di Hanau-Münzenberg      | Caterina Belgica di Nassau           |  |  |       |  |  |                            |  |  |                         |  |
| Carlo I d'Assia-Kassel        |                   | Amalia Elisabetta di Hanau-Münzenberg      |                                      |  |  |       |  |  |                            |  |  |                         |  |
|                               |                   | Giorgio Guglielmo di Brandeburgo           | Giovanni Sigismondo di Brandeburgo   |  |  |       |  |  |                            |  |  |                         |  |
|                               |                   | Giorgio Guglielmo di Brandeburgo           | Giovanni Sigismondo di Brandeburgo   |  |  |       |  |  |                            |  |  |                         |  |
|                               |                   | Giorgio Guglielmo di Brandeburgo           | Anna di Prussia                      |  |  |       |  |  |                            |  |  |                         |  |
| Edvige Sofia di Brandeburgo   |                   | Giorgio Guglielmo di Brandeburgo           |                                      |  |  |       |  |  |                            |  |  |                         |  |
|                               |                   | Elisabetta Carlotta del Palatinato         | Federico IV del Palatinato           |  |  |       |  |  |                            |  |  |                         |  |
|                               |                   | Elisabetta Carlotta del Palatinato         | Federico IV del Palatinato           |  |  |       |  |  |                            |  |  |                         |  |
|                               |                   | Elisabetta Carlotta del Palatinato         | Luisa Giuliana di Nassau             |  |  |       |  |  |                            |  |  |                         |  |
| Guglielmo VIII d'Assia-Kassel |                   | Elisabetta Carlotta del Palatinato         |                                      |  |  |       |  |  |                            |  |  |                         |  |
|                               | Guglielmo Kettler | Gottardo Kettler                           |                                      |  |  |       |  |  |                            |  |  |                         |  |
|                               | Guglielmo Kettler | Gottardo Kettler                           |                                      |  |  |       |  |  |                            |  |  |                         |  |
|                               | Guglielmo Kettler | Anna di Meclemburgo                        |                                      |  |  |       |  |  |                            |  |  |                         |  |
| Giacomo Kettler               | Guglielmo Kettler |                                            |                                      |  |  |       |  |  |                            |  |  |                         |  |
|                               |                   | Sofia di Hohenzollern                      | Alberto Federico di Prussia          |  |  |       |  |  |                            |  |  |                         |  |
|                               |                   | Sofia di Hohenzollern                      | Alberto Federico di Prussia          |  |  |       |  |  |                            |  |  |                         |  |
|                               |                   | Sofia di Hohenzollern                      | Maria Eleonora di Jülich-Kleve-Berg  |  |  |       |  |  |                            |  |  |                         |  |
| Amalia di Curlandia           |                   | Sofia di Hohenzollern                      |                                      |  |  |       |  |  |                            |  |  |                         |  |
|                               |                   | Giorgio Guglielmo di Brandeburgo           | Giovanni Sigismondo di Brandeburgo   |  |  |       |  |  |                            |  |  |                         |  |
|                               |                   | Giorgio Guglielmo di Brandeburgo           | Giovanni Sigismondo di Brandeburgo   |  |  |       |  |  |                            |  |  |                         |  |
|                               |                   | Giorgio Guglielmo di Brandeburgo           | Anna di Prussia                      |  |  |       |  |  |                            |  |  |                         |  |
| Luisa Carlotta di Brandeburgo |                   | Giorgio Guglielmo di Brandeburgo           |                                      |  |  |       |  |  |                            |  |  |                         |  |
|                               |                   | Elisabetta Carlotta di Wittelsbach-Simmern | Federico IV del Palatinato           |  |  |       |  |  |                            |  |  |                         |  |
|                               |                   | Elisabetta Carlotta di Wittelsbach-Simmern | Federico IV del Palatinato           |  |  |       |  |  |                            |  |  |                         |  |
|                               |                   | Elisabetta Carlotta di Wittelsbach-Simmern | Luisa Giuliana di Nassau             |  |  |       |  |  |                            |  |  |                         |  |
|                               |                   | Elisabetta Carlotta di Wittelsbach-Simmern |                                      |  |  |       |  |  |                            |  |  |                         |  |